# カム・フライ・ウィズ・ミー
カム・フライ・ウィズ・ミー（Come Fly With Me）は、アメリカの歌手・フランク・シナトラのアルバムと、同名のヒット曲。

## 概要
1958年に、当時人気を誇っていたフランク・シナトラのアルバムとして、キャピトル・レコードよりリリースされた。シナトラと同じく、当時人気のアレンジャーであったビリー・メイとの初コラボレーション作品であった。
「旅客機による世界旅行」をテーマにしていたことから、当時のアメリカを代表する大手航空会社の一つで、シナトラ自身も好んで使用していたトランス・ワールド航空とタイアップしており、アルバムのジャケットには、同社の当時の最新鋭機であるロッキード コンステレーション機が描かれている。

### 曲
- Come Fly with Me – カム・フライ・ウィズ・ミー　3:19
- Around the World – 世界一周　3:20
- Isle of Capri – カプリ島　2:29
- Moonlight in Vermont – ヴァーモントの月　3:32
- Autumn in New York – ニューヨークの秋　4:37
- On the Road to Mandalay – マンダレイへの道　3:28
- Let's Get Away From It All – レッツ・ゲット・アウェイ・フロム・イット・オール　2:11
- April in Paris – パリの四月　2:50
- London By Night – ロンドンの夜　3:50
- Brazil – ブラジル　2:55
- Blue Hawaii – ブルー・ハワイ　2:44
- It's Nice to go Trav'ling – イッツ・ナイス・トゥ・ゴー・トラヴリング　3:52
- Chicago – シカゴ　2:14　（ボーナストラック）
- South of the Border – 国境の南　2:50　（ボーナストラック）
- I Love Paris – アイ・ラヴ・パリ　1:49　（ボーナストラック）

## 利用された映像作品
- 『キャッチ・ミー・イフ・ユー・キャン』
- 『ハッピーフライト』：田辺誠一と綾瀬はるか主演映画のエンディング曲。
- TBS系列ドラマ東芝日曜劇場『カミさんなんかこわくない』
- 『世界探訪!空港物語 WONDER AIRPORT やしま・ミチコの空辞苑』BS日本 : エンディング曲

## 同名の作品
- マットとデヴィッド ボクたち空港なう。 Come Fly with Me (2010-2011) 
  - イギリスで放送されたテレビシリーズ。マット・ルーカスとデヴィッド・ウォリアムスとの出演・脚本。